# Liste der geschützten Landschaftsbestandteile im Landkreis Goslar
Im Landkreis Goslar gibt es diese ausgewiesenen geschützten Landschaftsbestandteile.
| Baumschutzsatzung Stadt Clausthal-Zellerfeld         | BW | GLB GS 00001 | Clausthal-Zellerfeld | ⊙ |  | 17. Juli 1984 |
| Messinghütte                                         | BW | GLB GS 00002 | Bad Harzburg         | ⊙ |  | 26. Apr. 1988 |
| Ehemalige Hopfen- und Speckenteiche und Mühlengraben | BW | GLB GS 00003 | Vienenburg           | ⊙ |  | 17. Okt. 1989 |
| Landschaftsbestandteile in der Stadt Goslar          | BW | GLB GS 00005 | Goslar               | ⊙ |  | 21. Nov. 1995 |
| Gutspark                                             | BW | GLB GS 00006 | Langelsheim, Astfeld | ⊙ |  | 14. März 2013 |
| Legende für Geschützter Landschaftsbestandteil       |    |              |                      |   |  |               |